# ヤンリク爆発サタデー
ヤンリク爆発サタデー（ヤンリクばくはつサタデー）は、STVラジオ（当時は札幌テレビ放送ラジオ局）が1987年から1989年まで土曜日夜の時間帯で放送していたラジオワイド番組。
STVアタックナイター（現・STVファイターズLIVE）の放送されていないナイターオフ期間限定の番組だった。

## 放送期間・放送時間
- 1987年10月10日 - 1988年3月26日（1987年度）、1988年10月15日 - 1989年3月25日（1988年度）
- 毎週土曜日 20:00 - 22:00 （1987・1988両年度共通）

## パーソナリティ
- 森中慎也 （1987年度）
- 片山雅子 （1987年度）
- 木村洋二 （1988年度）
- 横田浩子 （1988年度）

## 概要
若年層リスナー向けのリクエスト番組。電話でのリクエストは生放送の時間中ずっと受け付け、これで寄せられたものとはがきによるリクエストを合わせてこれらを基にランキングを決定。かかる曲の数は主に25曲前後だった。
1988年度の時はリクエストと一緒に、リスナーからこの一週間の間に腹が立ったこと、または腹が痛くなるほどおもしろかったエピソードなどを募集、その中で一番良かったものに『爆発大賞』が贈られていた。